# 3S-14

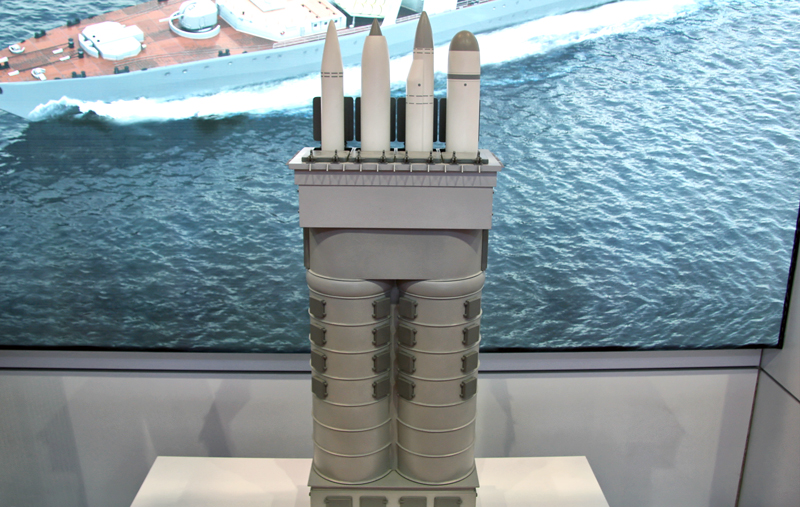
Modello per l'expo MVMS-2011

Il lanciamissili 3S-14 (in russo 3С14?, 3S14), noto anche come UKSK (in russo Универсальный Корабельный Стрельбовый Комплекс, Universal'nyj Korabel'nyj Strel'bovyj Kompleks?), è un sistema di lancio verticale in servizio presso la Marina russa.
Il sistema esiste in varianti container e senza container che differiscono nei requisiti della nave su cui è installato. Per l'esportazione è proposta la versione angolata 3S-14PE montata sul ponte.
Può lanciare i seguenti tipi di missili:
- Missili Kalibr [2]
- Missile da crociera SS-N-30
- Missile antinave SS-N-27
- Missili da crociera Zircon[2][3]
- Missili anti-nave P-800 Oniks[2]
- Missile antisommergibile Novator 91R[4]

Alcune fonti segnalano il potenziale utilizzo di missili terra-aria (SAM) nell'UKSK-M.
Il sistema è installato su:
- Fregate Classe Gepard[6][7]
- Fregate Classe Admiral Gorškov (progetto 22350)[8]
- Fregate Classe Admiral Grigorovič (progetto 11356)[6][8]
- Fregata classe Udaloj II Maršal Šapošnikov
- Incrociatore Classe Kirov modernizzato Admiral Nakhimov[9][2]